# Yusuke Minoguchi
Yusuke Minoguchi (簔口 祐介, Minoguchi Yusuke, Hokkaido, 23 augustus 1965) is een Japans voormalig voetballer die als aanvaller speelde.

## Clubcarrière
In 1984 ging Minoguchi naar de Kokushikan University, waar hij in het schoolteam voetbalde. Nadat hij in 1988 afstudeerde, ging Minoguchi spelen voor Furukawa Electric (JEF United Ichihara). In 4 jaar speelde hij er 67 competitiewedstrijden. Hij tekende in 1993 bij PJM Futures. Minoguchi speelde in 1995 en 1996 voor Fukuoka Blux en Oita Trinity. Minoguchi beëindigde zijn spelersloopbaan in 1996.

## Interlandcarrière
Hij nam met het Japans voetbalelftal deel aan het Aziatisch kampioenschap 1988.